# Чергід
Чергід (рум. Cerghid) — село у повіті Муреш в Румунії. Адміністративно підпорядковане місту Унгень.
Село розташоване на відстані 254 км на північний захід від Бухареста, 17 км на південний захід від Тиргу-Муреша, 76 км на південний схід від Клуж-Напоки, 123 км на північний захід від Брашова.

## Населення
За даними перепису населення 2002 року у селі проживали 499 осіб.
Національний склад населення села:
| Національність | Кількість осіб | Відсоток |
| -------------- | -------------- | -------- |
| румуни         | 468            | 93,8%    |
| угорці         | 16             | 3,2%     |
| цигани         | 15             | 3,0%     |

Рідною мовою назвали:
| Мова      | Кількість осіб | Відсоток |
| --------- | -------------- | -------- |
| румунська | 471            | 94,4%    |
| угорська  | 15             | 3,0%     |
| циганська | 13             | 2,6%     |